# Социалистическое соревнование

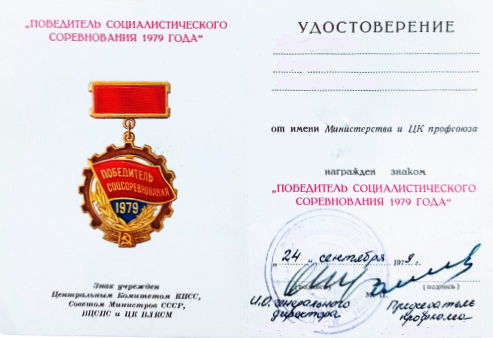
Удостоверение к знаку «Победитель социалистического соревнования 1979 года»

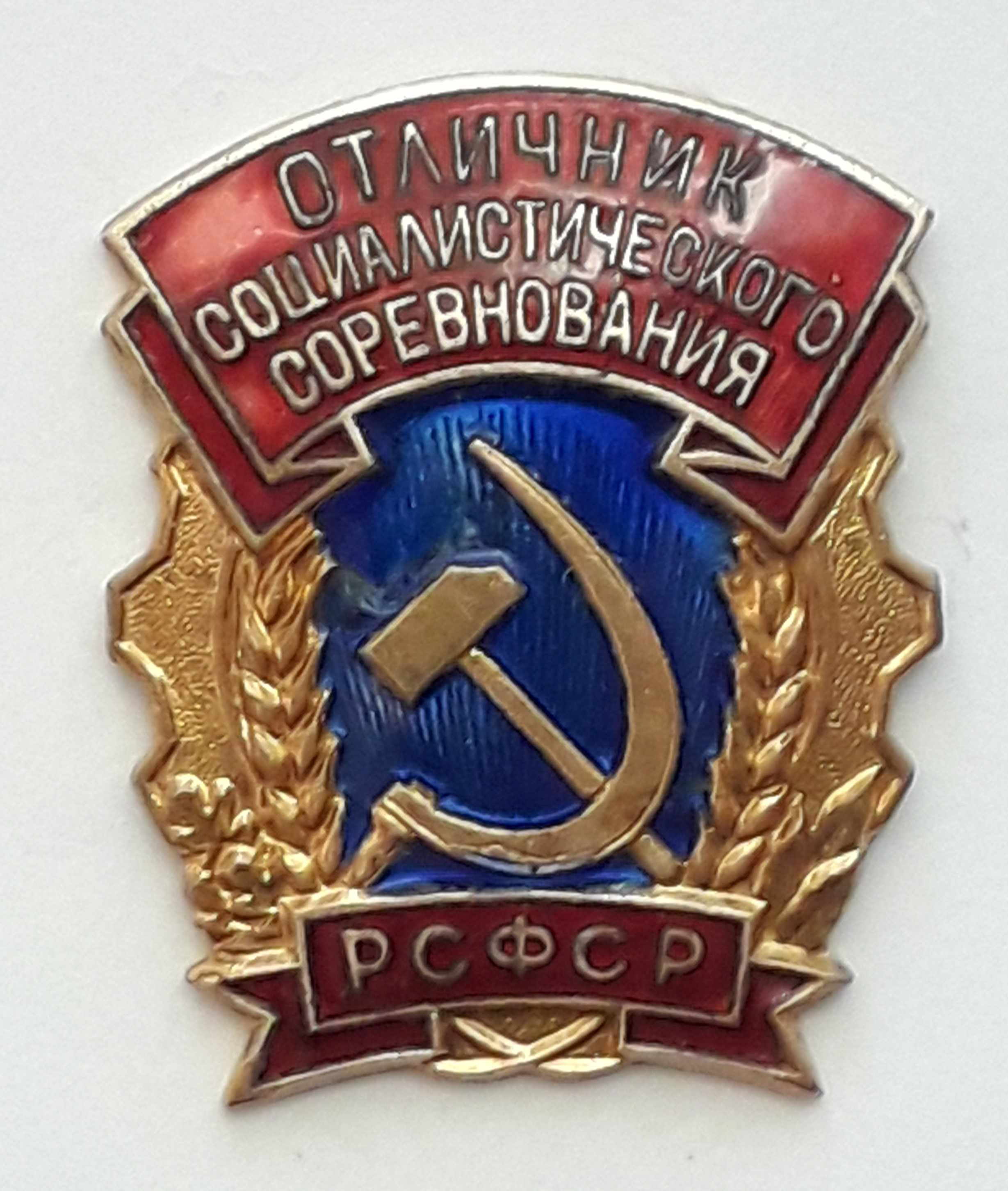
Знак «Отличник социалистического соревнования» РСФСР.

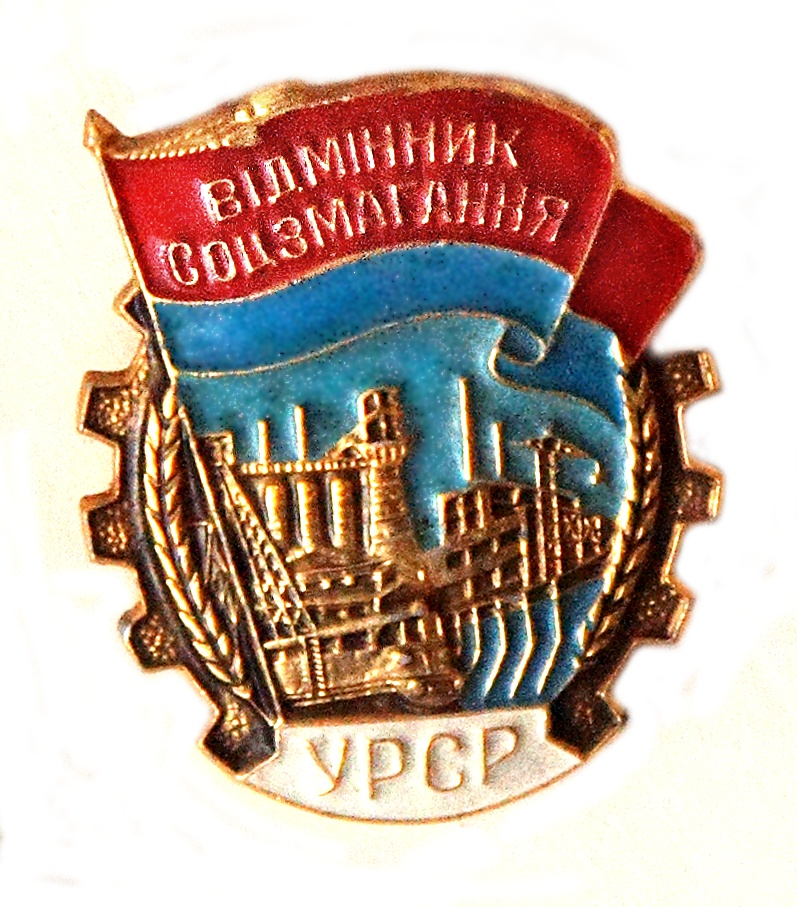
Знак «Отличник соцсоревнования» в Украинской ССР

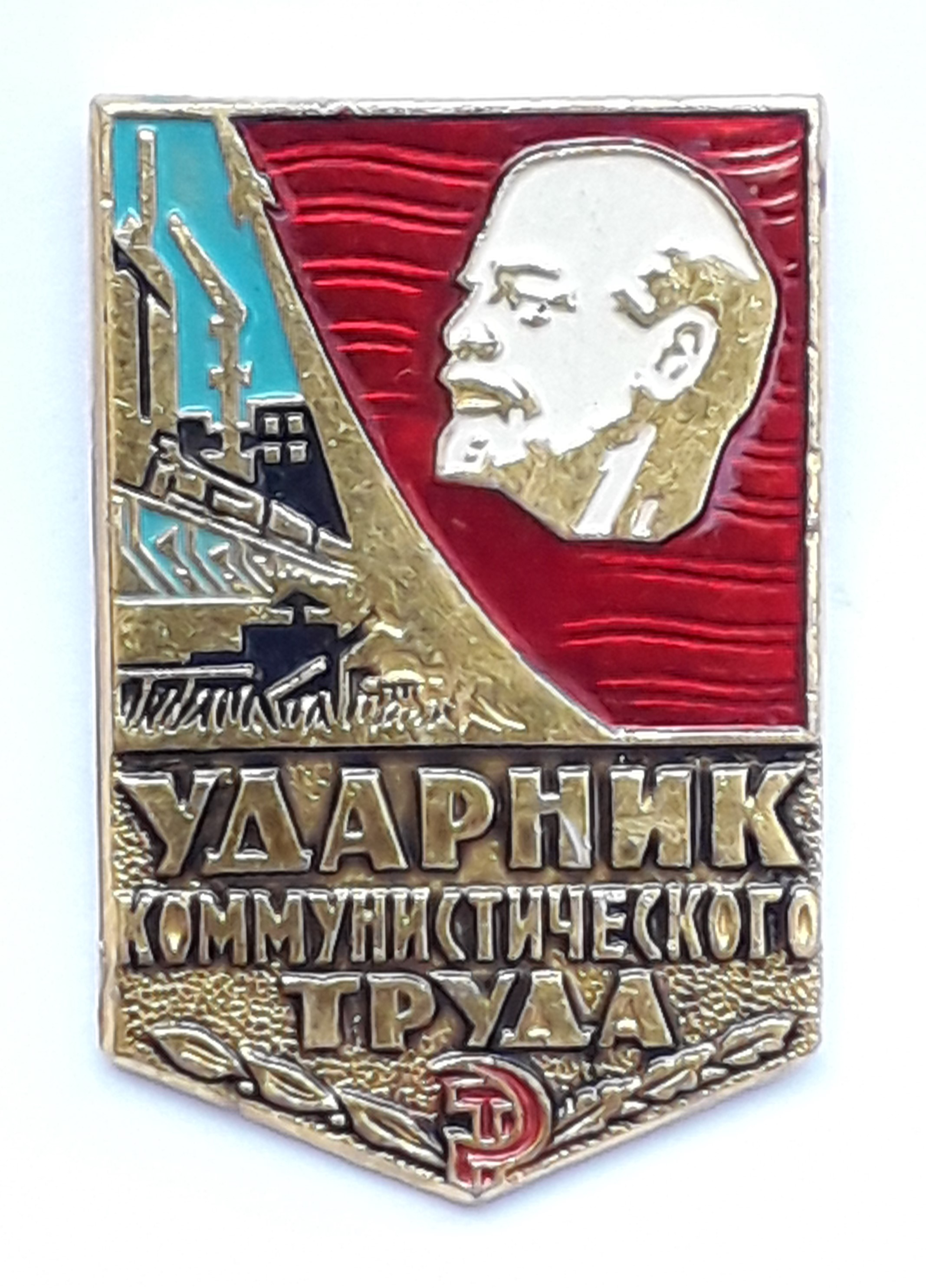
Значок Ударник коммунистического труда.

Настенный знак «Участок коммунистического труда»

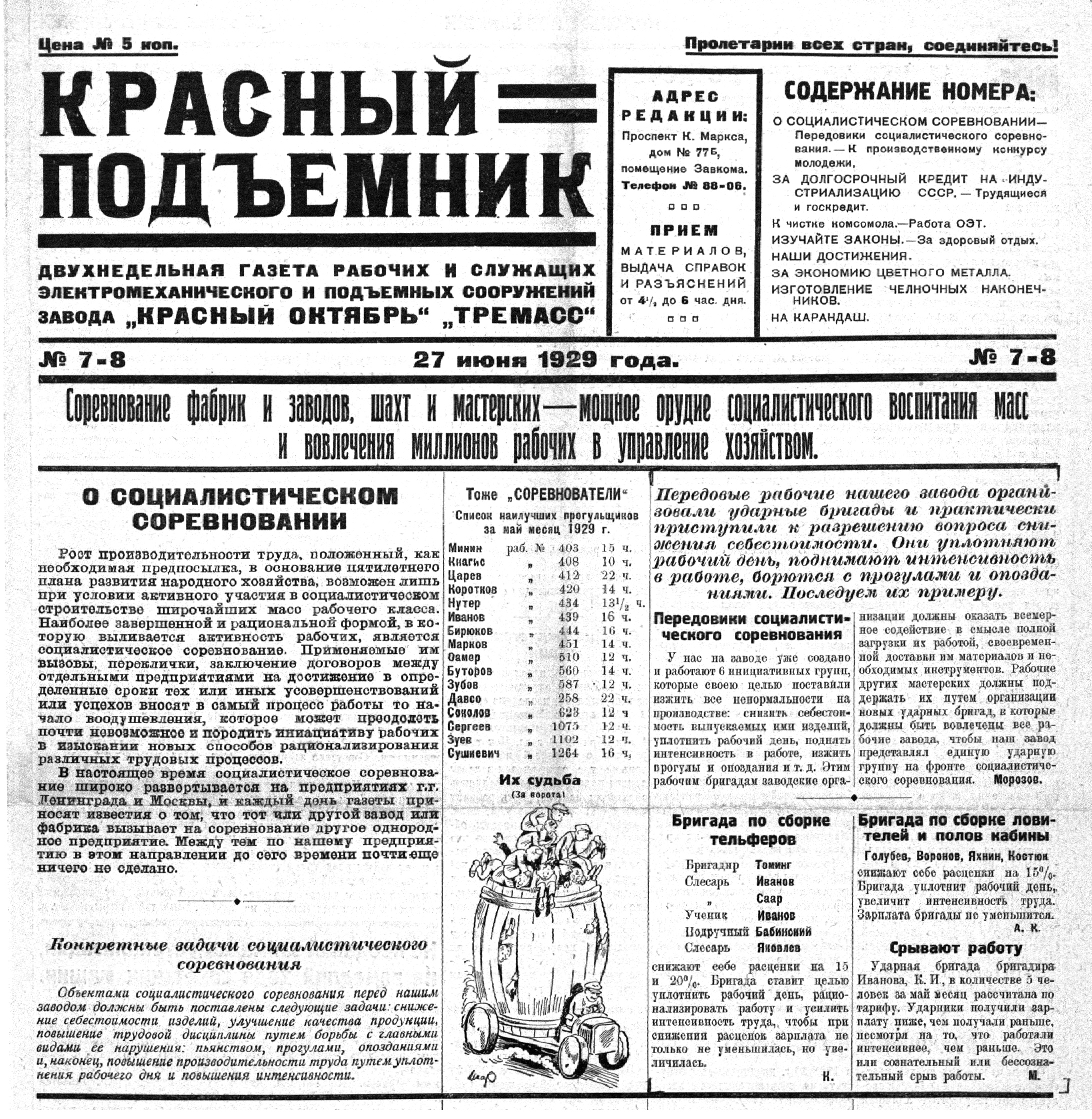
Призыв к соцсоревнованию
в газете «Красный подъёмник», Ленинград, 27.06.1929

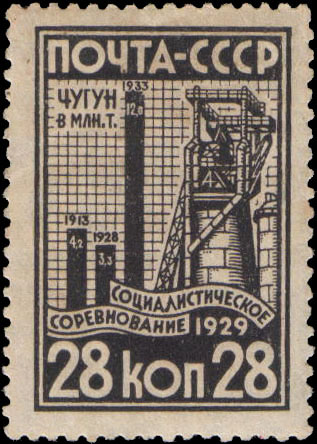
Почтовая марка СССР (1929)

Социалисти́ческое соревнова́ние, или соцсоревнова́ние — длительная (с 1929 по 1987 год) централизованная кампания в СССР по увеличению производительности труда и норм выработки неэкономическими, пропагандистскими методами. Аналогичные кампании велись во всех государствах Восточного блока.
Обязанность «трудовых коллективов» вести социалистическое соревнование была зафиксирована в ст. 8 Конституции СССР 1977 года.

## Хронология кампании
Впервые идея соцсоревнования была высказана В. И. Лениным в статье «Как организовать соревнование?», написанной в декабре 1917 года. Статья была, однако, впервые опубликована только 20 января 1929 года, в 5-ю годовщину смерти Ленина. На IX съезде ВКП(б) (март-апрель 1920 года) был принят Проект Резолюции ЦК РКП(б) к IX съезду «Очередных задачи хозяйственного строительства», который содержал раздел «Трудовое соревнование»:
Наряду с агитационно-идейным воздействием на трудяциеся массы и с репрессиями по отношениям к заведомым бездельникам, паразитам, дезорганизаторам, могущественной силой подъёма производительности труда является соревнование.
…

Премиальная система должна стать одним из могущественных средств возбуждения соревнования.
Массовая кампания по организации соцсоревнования началась в 1929 году в связи с Первой пятилеткой и отменой НЭПа. Формальный старт — в апреле 1929 года на XVI конференции ВКП(б), выпустившее Обращение «Ко всем рабочим и трудящимся крестьянам Советского Союза» с призывом:
…организуйте соревнование во всех областях строительства, организуйте соревнование заводов, фабрик, шахт, железных дорог, совхозов, колхозов, советских учреждений, школ и больниц.
После этого было организовано Ударное движение, состоящее из рабочих, которые перевыполняют производственную норму. В декабре 1929 года был проведён Первый Всесоюзный съезд ударных бригад, в 1934 и 1935 годах были проведены Съезды колхозников-ударников.
В 1935 году ударничество было заменено стахановским движением, прославлявшее перевыполнее производственной нормы в несколько раз. Главной целью движения была медийная шумиха, так как практически все рекорды стахановцев были основаны на той или иной форме подлога. К примеру, рекорд самого Алексея Стаханова был получен приписыванием результата ему одному, без учёта остальной помогавшей ему бригады.
В ноябре 1935 года было проведено Первое Всесоюзное совещание рабочих и работниц-стахановцев, на котором И. Сталин произнес свою знаменитую фразу «Жить стало лучше, жить стало веселее». Больше подобных массовых мероприятий, посвящённых «стахановцам», не проводилось.
К началу Первого Московского процесса (август 1936 года) интенсивность публикаций о стахановском движении в газете «Правда» значительно сократилась, однако эпитет «стахановец» продолжал использоваться. Статьи о годовщине движения (30 августа) продолжали публиковаться в «Правде» каждый год до 1947 года включительно. В сентябре 1947 года был установлен День шахтера (последнее воскресенье августа), из-за чего в 1948 и 1949 годах вместо публикаций о Стахановском движении были восхваления одного только «шахтерского труда», уже без упоминания «стахановцев».
Во время войны (1941—1945), соцсоревнование приобрело форму движений двухсотников и тысячников, пропагандирующих перевыполнение производственных норм на 200 % и 1000 %.
В конце 1977 года была принята новая Конституция СССР, в статье 8 которой определялась обязанность трудовых коллективов «развивать» социалистическое соревнование. Статья 8 сохранилась без изменений до момента утраты силы всей Конституции СССР (26.12.1991). Аналогичное упоминание соцсоревнования в статье 8 Конституции РСФСР 1978 года было удалено 1 ноября 1991 года.
11 июня 1987 году было принято Постановление ЦК КПСС и Совета министров СССР № 665 «О переводе предприятий и организаций отраслей народного хозяйства на полный хозрасчёт и самофинансирование». 22—26 июня 1987 года был проведён Пленум ЦК КПСС, на котором были формально утверждены «Основные положения коренной перестройки управления экономикой» и проект нового Закона о государственном предприятии. После этого в газете «Правда» упоминания социалистического соревнования полностью прекратились.

## Организация
Важной составляющей социалистического соревнования были «социалистические обязательства». В то время как план производства был главным ориентиром, сотрудники и трудовые коллективы должны были принять плановые или даже сверхплановые социалистические обязательства. Сроки подсчёта итогов социалистического соревнования, как правило, были приурочены к крупным социалистическим и коммунистическим праздникам или памятным датам, например, к дню рождения В. И. Ленина или к годовщине Великой Октябрьской социалистической революции. Победители награждались как материально, так и морально. Материальными наградами были деньги, товары или льготы, характерные для социалистической системы, такие как билеты на курорты, поездки за границу, право на получение жилья или автомобиля вне основной очереди и тому подобное. Моральными поощрениями являлись: почётные дипломы, почётные значки, портреты победителей, вывешиваемые на Доску почёта; трудовые коллективы награждались переходящим знаменем победителя в социалистическом соревновании.

## История
В 1928 году началась I пятилетка. После перехода экономики СССР на административно-командные рельсы возникла потребность в развитии моральных стимулов на производстве. В январе 1929 года в газете «Правда» была опубликована ленинская статья «Как организовать соревнование?», написанная ещё в 1918 году.
За публикацией последовали выступления активистов, в том числе инспирированные партийными и профсоюзными организациями, в которых они призывали к увеличению норм выработки, экономии сырья, повышению качественных показателей. Вскоре ленинградский корпункт «Правды» получил задание найти предприятие, имеющее значительное снижение себестоимости, и на нём же — достойную бригаду, которая согласилась бы стать «застрельщиком массового социалистического соревнования».
15 марта 1929 года газета «Правда» опубликовала заметку «Договор о социалистическом соревновании обрубщиков трубного цеха завода „Красный выборжец“». Её текст гласил:

Мы, обрубщики по алюминию, вызываем на социалистическое соревнование по поднятию производительности труда и снижению себестоимости следующие разработки: чистоделов, обрубку красной меди, шабровку и разработку трамвайных дуг. Мы, со своей стороны, добровольно снижаем на 10 процентов расценки по обрубке и примем все меры для повышения производительности труда на 10 процентов. Мы призываем вас принять наш вызов и заключить с нами договор.
Обрубщики алюминия: Путин, Мокин, Оглоблин, Круглов.

Это был первый в стране договор подобного рода. Таким образом, именно на «Красном выборжце» родилось социалистическое соревнование, по итогам которого работникам присваивали звание «Ударник коммунистического труда», а вдохновителем соревнования является бригадир обрубщиков Михаил Елисеевич Путин.
Вскоре призывы к соцсоревнованию были опубликованы во многих газетах, эта форма повышения производительности труда начала широко распространяться.
Социалистическое соревнование как явление плановой экономики просуществовало до 1990 года.

## Встречный план
Встречный план — производственный план, предусматривающий более высокие показатели и более короткие сроки выполнения государственных заданий, чем установлено планирующими организациями.
Встречные планы разрабатывались администрацией предприятия и утверждались партийной организацией и были частью социалистического соревнования. Считались важной формой участия трудящихся в поиске и эффективном использовании производственных резервов — рабочей силы, материалов и сырья.

## Значение
Как пишет Ф. Пукроков[прояснить]: «Поощрялось, например, стремление любой ценой стать победителем в соревновании, поэтому победителей этих в народе не любили, ибо частенько ими становились откровенные рвачи».
Дэвид Пристланд считает, что социалистическое соревнование служило и экономическим стимулом для улучшения показателей в обучении. Он упоминает пример, когда летом 1935 года студент Свердловского горного института Леонид Потёмкин предложил директору института частично оплачивать каникулы тем студентам, которые лучше всего себя проявили в занятиях по военной подготовке.